# Spring Suite
Spring Suite es el quinto álbum de estudio de la banda estadounidense de folk rock McKendree Spring. Fue publicado en octubre de 1973 por MCA Records.

## Recepción de la crítica
Un escritor no especificado de la revista Record World describió Spring Suite como “un conjunto conceptual maravillosamente melódico que va desde un encantador instrumental, «Equinox», hasta «Winter», y pasa a un hermoso final con «Spring». Todo el trabajo instrumental es excelente, pero el conjunto se destaca por el trabajo del Dr. Michael Dreyfuss con violín eléctrico y sintetizadores”. Un escritor no especificado de la revista Billboard comentó: “Fino folk rock con toque acústico. Buena voz de Fran McKendree y violín eléctrico de Michael Dreyfuss en cortes como «Winter»”. Un escritor no especificado de la revista Cash Box escribió: “El talentoso cuarteto del estado de Nueva York ha hecho otro excelente trabajo en este nuevo LP que definitivamente marca un paso de gigante hacia el futuro para ellos. Comenzando con el espléndido «Equinox (Instrumental)», el álbum se eleva como un águila majestuosa a través de la fresca brisa primaveral”.

## Lista de canciones
| Lado uno |                          |                                     |          |  |
| N.º      | Título                   | Escritor(es)                        | Duración |  |
| 1.       | «Equinox (Instrumental)» | Martin Slutsky                      | 1:46     |  |
| 2.       | «Winter»                 | Michael Dreyfuss Christopher Bishop | 3:38     |  |
| 3.       | «I Was Born»             | Dreyfuss Bishop                     | 4:25     |  |
| 4.       | «The Madman»             | Dreyfuss Fran McKendree Slutsky     | 3:44     |  |
| 5.       | «The Girl»               | Dreyfuss McKendree                  | 4:04     |  |

| Lado dos |                   |                                   |          |  |
| N.º      | Título            | Escritor(es)                      | Duración |  |
| 1.       | «Today's the Day» | Peter Hodgeson                    | 3:31     |  |
| 2.       | «The Storm»       | Dreyfuss Bishop McKendree Slutsky | 2:43     |  |
| 3.       | «Growing»         | Bishop                            | 3:52     |  |
| 4.       | «Spring»          | Dreyfuss McKendree                | 4:09     |  |

## Créditos y personal
Créditos adaptados desde las notas de álbum de Spring Suite.
McKendree Spring
- Fran McKendree – guitarra acústica, voces, piano (9), Fender Bass (2)
- Christopher Bishop – Fender Bass, voces, piano (2)
- Martin Slutsky – guitarra eléctrica, guitarra acústica líder (5)
- Dr. Michael Dreyfuss – violín eléctrico, viola eléctrica, sintetizador ARP y moog

Músicos adicionales
- "Chili" Darryl Charles – timbal (3)

Personal técnico
- Michael Brovsky – productor
- Martin Lennard – ingeniero de audio
- Roger Dean – diseño de portada, ilustración